# Governo nazionalista
Con l'espressione di governo nazionalista, ufficialmente Governo nazionalista della Repubblica di Cina (中華 民國 國民 政府T, Zhōnghuá Mínguó Guómín ZhèngfǔP, lett. "Governo nazionalista del popolo cinese"), ci si riferisce al governo della Repubblica di Cina tra il 1º luglio 1925 e il 20 maggio 1948, guidato dal Kuomintang (KMT, Partito Nazionalista Cinese). Il nome deriva dalla traduzione di Kuomintang ("Partito nazionalista" ). Il governo rimase in carica fino a quando non fu creato il Governo della Repubblica di Cina sotto la promulgata Costituzione della Repubblica di Cina.
Dopo lo scoppio della rivoluzione Xinhai, il 10 ottobre 1911, il capo rivoluzionario Sun Yat-sen fu eletto presidente provvisorio e fondò il Governo provvisorio della Repubblica di Cina. Per preservare l'unità nazionale, Sun cedette la presidenza a un uomo forte, Yuan Shikai, che istituì il governo Beiyang. Dopo un tentativo fallito di installarsi come Imperatore della Cina, Yuan morì nel 1916, lasciando un vuoto di potere che portò alla divisione della Cina in diversi territori governati da signori della guerra in continua guerra tra di loro. La Cina venne nominalmente riunificata nel 1928 dal governo di Nanchino guidato dal Generalissimo Chiang Kai-shek, che dopo la Spedizione del Nord, governò il paese come stato monopartitico sotto il Kuomintang, e successivamente ebbe il riconoscimento internazionale di legittimo rappresentante della Cina.

## Storia
La più antica repubblica sopravvissuta in Asia orientale, è la Repubblica di Cina formalmente istituita il 1º gennaio 1912 nella Cina continentale in seguito alla rivoluzione Xinhai, che a sua volta era iniziata con la Rivolta di Wuchang il 10 ottobre 1911, per sostituzione la dinastia Qing e porre fine a oltre duemila anni di governo imperiale in Cina. L'autorità centrale aumentò e diminuì in risposta all'attività dei signori della guerra (1915-28), all'invasione giapponese (1937-45)  e alla Guerra civile cinese (1927-49). L'autorità centrale più forte si ebbe durante il decennio di Nanchino (1927-37), quando la maggior parte della Cina passò sotto il controllo del Kuomintang (KMT) uno stato autoritario a partito unico.
Alla fine della seconda guerra mondiale, nel 1945, L'Impero giapponese perse il controllo di Taiwan e del suo arcipelago a favore degli alleati della seconda guerra mondiale e Taiwan venne posta sotto il controllo amministrativo della Repubblica di Cina. La legittimità di questo trasferimento fu contestata ed è un altro aspetto del contestato Status politico di Taiwan.
Dopo la seconda guerra mondiale, riprese la guerra civile tra il governo del Kuomintang e il Partito Comunista Cinese, nonostante i tentativi di mediazione degli Stati Uniti. Il governo nazionalista iniziò a redigere la Costituzione della Repubblica di Cina in un'Assemblea nazionale, ma venne boicottato dai comunisti. Con la promulgazione della costituzione, il governo nazionalista venne abolito e sostituito dal Governo della Repubblica di Cina. In seguito alla perdita nella guerra civile, il governo nazionalista si ritirò spostando la propria capitale a Taiwan sostenendo però di essere il governo legittimo della Cina continentale.

### Fondazione
Dopo la morte di Sun, avvenuta il 12 marzo 1925, quattro mesi dopo, venne costituito a Canton, il 1º luglio 1925, il Governo nazionale della Repubblica di Cina.
L'anno seguente Chiang Kai-shek divenne, de facto, il capo del Kuomintang (KMT). Chiang guidò la Spedizione del Nord attraverso la Cina con l'intenzione di sconfiggere i signori della guerra e unificare il paese. Chiang ricevette l'aiuto dell'Unione Sovietica e del Partito Comunista Cinese, tuttavia licenziò presto i suoi consiglieri sovietici. Era convinto, non senza ragione, che volevano liberarsi del KMT (noto anche come Partito nazionalista cinese) e prendere il sopravvento. Chiang decise di colpire per primo ed epurò i comunisti, uccidendone migliaia. Allo stesso tempo, si verificarono altri conflitti violenti nel sud della Cina, dove il Partito comunista schierava forze più numerose e stava massacrando i sostenitori nazionalisti. Questi eventi alla fine portarono alla guerra civile cinese tra il Partito nazionalista e il Partito comunista. Chiang Kai-shek spinse il Partito comunista verso l'interno mentre cercava di distruggerlo, e trasferì il governo nazionalista a Nanchino nel 1927. L'ala sinistra all'interno del KMT, ancora alleata dei comunisti guidati da Wang Jingwei, aveva istituito un governo nazionalista rivale a Wuhan due mesi prima, ma presto si unì a Chiang a Nanchino nell'agosto del 1927. L'anno seguente, l'esercito di Chiang aveva preso Pechino dopo aver rovesciato il governo Beiyang e unificò l'intera nazione, almeno nominalmente, segnando l'inizio del decennio di Nanchino.

### Decennio di Nanchino e guerra contro il Giappone

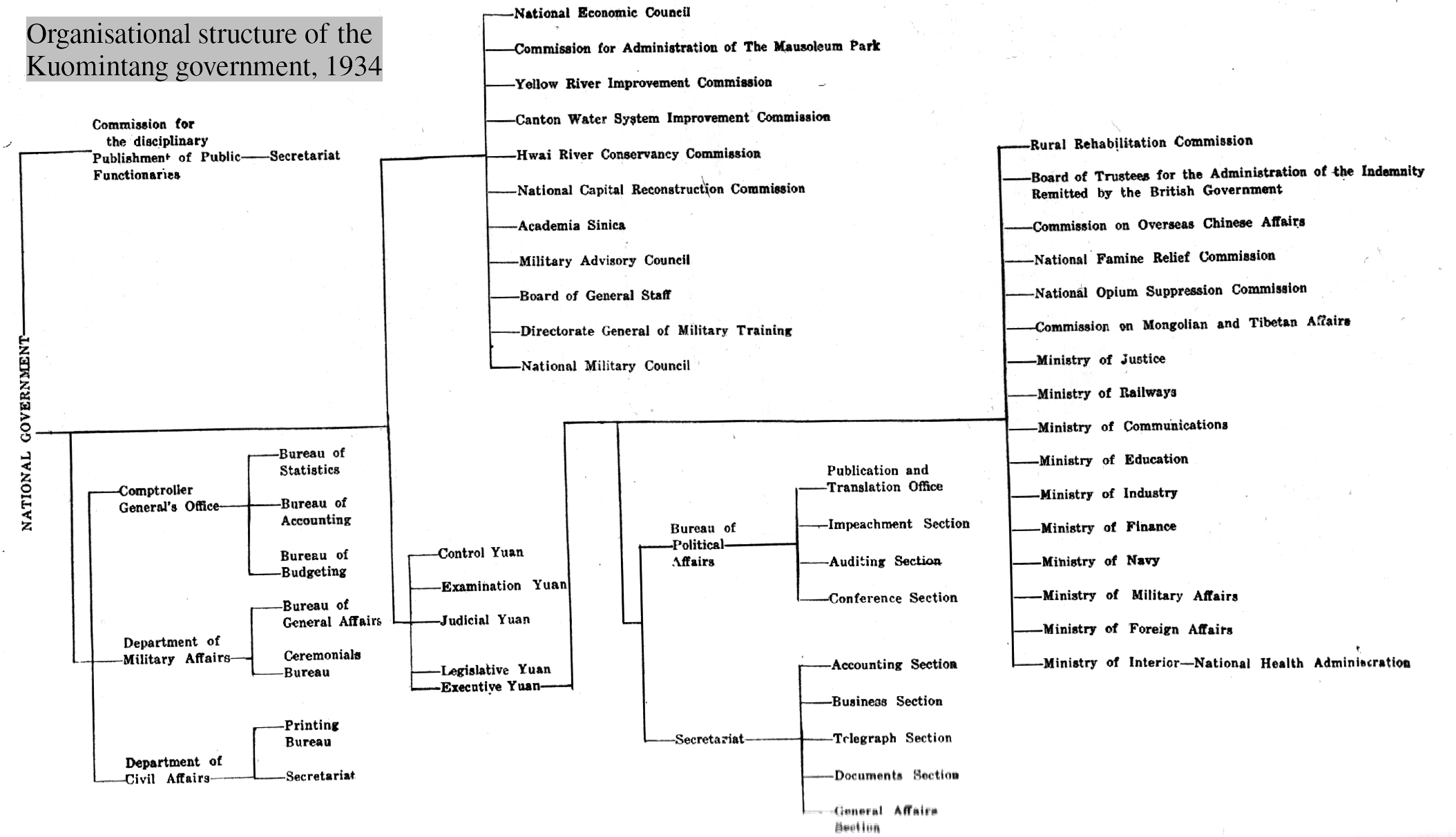
Organigramma del KMT (1934).

Secondo la teoria di Sun Yat-sen, "Tre fasi della rivoluzione", il KMT avrebbe dovuto ricostruire la Cina in tre fasi: il primo stadio era l'unificazione militare, che fu effettuata con la Spedizione del Nord, il secondo la "tutela politica", ovvero un governo provvisorio, guidato dal KMT, per educare la gente sui loro diritti politici e civili, e il terzo la creazione di un governo costituzionale. Nel 1928, i nazionalisti, dopo aver preso militarmente il potere e riunificato la Cina, iniziarono la seconda fase, promulgando una costituzione provvisoria e iniziando il periodo della cosiddetta "tutela". Il KMT venne criticato per aver istituito l'autoritarismo, ma sostenne che stava tentando di creare una moderna società democratica. Tra le altre cose, crearono l'Accademia Sinica, la Banca centrale della Repubblica di Cina e altre agenzie. Nel 1932, la Cina inviò, per la prima volta, una squadra ai Giochi Olimpici. Gli storici, come Edmund Fung, sostengono che non era possibile stabilire una democrazia in Cina all'epoca. La nazione era in guerra e divisa tra comunisti e nazionalisti. La corruzione all'interno del governo e la mancanza di direzione avrebbero impedito qualsiasi significativa riforma. Chiang si rese conto della mancanza di un vero lavoro organico all'interno della sua amministrazione e disse al Consiglio di Stato: "La nostra organizzazione peggiora e peggiora... molti membri del governo si siedono alla scrivania e guardano nello spazio, altri leggono i giornali e altri ancora dormono." Il governo nazionalista scrisse una bozza di costituzione il 5 maggio 1936, ma si macchiarono di uccisioni di massa che portarono alla scomparsa di milioni di persone. Le uccisioni di massa derivarono dal servizio di leva obbligatorio e dal "terrore bianco"
I nazionalisti affrontarono una nuova sfida con l'invasione giapponese della Manciuria nel 1931, con le ostilità che continuarono attraverso la seconda guerra sino-giapponese e parte della seconda guerra mondiale, dal 1937 a 1945. Il governo della Repubblica di Cina si spostò da Nanchino a Chongqing. Nel 1945, dopo la guerra degli otto anni, il Giappone si arrese e la Repubblica cinese, sotto il nome di "Cina", divenne uno dei membri fondatori delle Nazioni Unite. Il governo tornò a Nanchino nel 1946.

### Post-seconda guerra mondiale
Dopo la sconfitta del Giappone nella seconda guerra mondiale, Taiwan si arrese agli Alleati, con le truppe della Repubblica di Cina (ROC) che accettarono la resa della guarnigione giapponese. Il governo della ROC proclamò la "restituzione" di Taiwan alla Repubblica di Cina e creò un governo provinciale sull'isola. L'amministrazione militare della ROC si estese su Taiwan, il che portò a disordini diffusi e crescenti tensioni tra i taiwanesi locali e quelli continentali. L'apertura del fuoco contro un civile, il 28 febbraio 1947, scatenò un'agitazione in tutta l'isola, che fu brutalmente repressa con la forza in quello che ora è noto come l'Incidente del 28 febbraio. Le stime degli incidenti vanno da 18.000 a 30.000 morti, principalmente delle classi sociali elevate taiwanesi. L'incidente del 28 febbraio ebbe effetti di vasta portata sulla successiva storia di Taiwan.
Dal 1945 al 1947, sotto la mediazione degli Stati Uniti, in particolare attraverso la missione Marshall, i nazionalisti e i comunisti accettarono di avviare una serie di colloqui di pace volti a creare un governo di coalizione. Le due parti concordarono di aprire colloqui multipartitici sulle riforme politiche del secondo dopoguerra attraverso una conferenza consultiva politica. Questo venne incluso nell'Accordo del doppio dieci. Questo accordo venne attuato dal governo nazionalista, che organizzò la prima Assemblea consultiva politica dal 10 al 31 gennaio 1946. Rappresentanti del Kuomintang, del Partito comunista cinese, del Partito della Gioventù Cinese, della Lega Democratica Cinese e delegati indipendenti, parteciparono alla conferenza di Chongqing. Tuttavia, poco dopo, le due parti non riuscirono a raggiungere un accordo e riprese la guerra civile. Nel contesto di animosità politica e militare, i nazionalisti convocarono l'Assemblea nazionale, senza la partecipazione dei comunisti, e promulgarono la Costituzione della Repubblica di Cina. Questa fu criticata dai comunisti, e portò alla rottura finale tra le due parti. La guerra civile su vasta scala riprese all'inizio del 1947.
Dopo l'elezione dell'Assemblea nazionale della Repubblica di Cina, nel 1947, la bozza di Costituzione redatta venne adottata il 25 dicembre 1946, e promulgata dal governo nazionalista il 1º gennaio 1947 entrando poi in vigore il 25 dicembre 1947. La Costituzione era la terza e ultima tappa della ricostruzione del Kuomintang in Cina. Chiang Kai-shek fu eletto come primo presidente della Repubblica di Cina sotto la costituzione dell'Assemblea nazionale nel 1948, con Li Zongren vicepresidente. Il governo nazionalista fu abolito, il 20 maggio 1948, dopo la costituzione del governo della Repubblica di Cina con l'inaugurazione presidenziale di Chiang. I comunisti, sebbene invitati alla convenzione, boicottarono e dichiararono dopo la ratifica che non solo non avrebbero riconosciuto la costituzione del ROC, ma che sarebbero stati ignorati anche tutti i progetti di legge adottati dall'amministrazione nazionalista. Zhou Enlai contestò la legittimità dell'Assemblea nazionale, nel 1947, accusando il KMT di aver scelto i membri dell'Assemblea nazionale 10 anni prima e quindi non poteva essere considerata una rappresentanza legale del popolo cinese.

## Governo

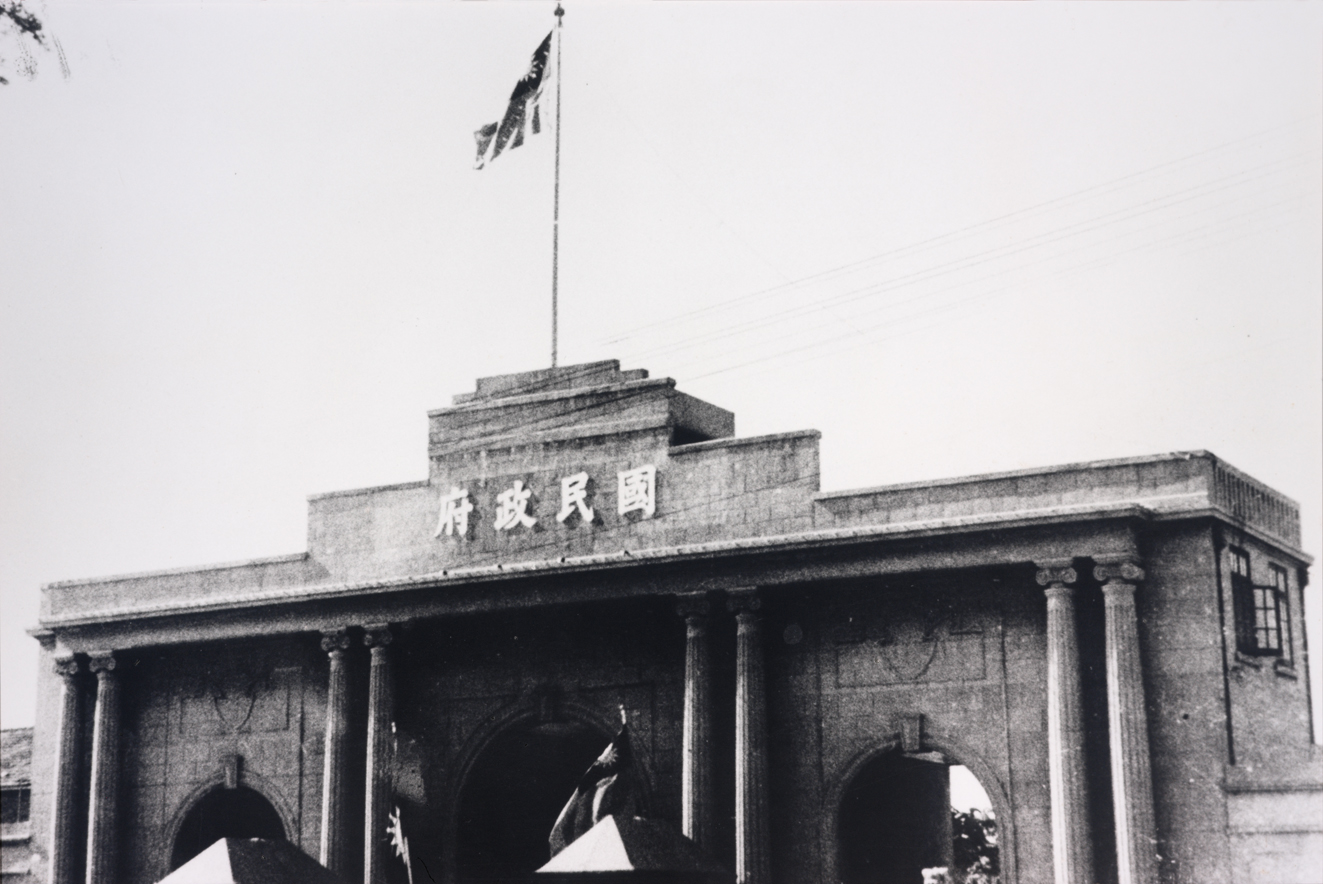
Quartier generale del Governo nazionale di Nanchino

Il governo nazionale governò sotto un apparato statale a doppio partito secondo, l'ideologia di Dang Guo, rendendolo di fatto uno stato monopartitico; tuttavia, le due parti continuarono a operare e ne costituirono uno nuovo. Dopo la fine della seconda guerra mondiale, e in particolare dopo l'applicazione della costituzione nel 1946, il governo nazionalista fu ricostituito con l'inclusione di più partiti, in preparazione del governo democratico a venire.
Nel febbraio 1928, la quarta sessione plenaria del II Congresso nazionale del Kuomintang, tenutasi a Nanchino, decise la riorganizzazione della legge sul governo nazionalista. Questo atto stabiliva che il governo nazionalista doveva essere diretto e regolato dal comitato esecutivo centrale del Kuomintang, con il comitato del governo nazionalista eletto dal comitato stesso. Il governo nazionalista era costituito da sette ministeri - Interni, Affari esteri, Finanze, Trasporti, Giustizia, Agricoltura e Miniere, Commercio oltre a istituzioni come la Corte Suprema, lo Yuan di controllo e l'Accademia Generale.
Con la promulgazione della Legge organica del governo nazionale, nell'ottobre 1928, il governo fu riorganizzato in cinque branche diverse o Yuan, vale a dire Yuan esecutivo, Yuan legislativo, Yuan giudiziario, Yuan esaminatorio e Yuan di controllo. Il presidente del governo nazionale doveva essere il capo di Stato e comandante in capo dell'Esercito rivoluzionario nazionale. Chiang Kai-shek fu nominato primo presidente del governo nazionale, posizione che avrebbe mantenuto fino al 1931. La legge organica stabilì anche che il Kuomintang, attraverso il suo Congresso nazionale e il Comitato esecutivo centrale, avrebbe esercitato il potere sovrano durante il periodo di tutela politica, e il Consiglio politico del KMT avrebbe guidato e sovrinteso il governo nazionalista nell'esecuzione di importanti affari nazionali. Inoltre, il consiglio aveva il potere di interpretare o modificare la legge organica.

### Violazione dei diritti umani

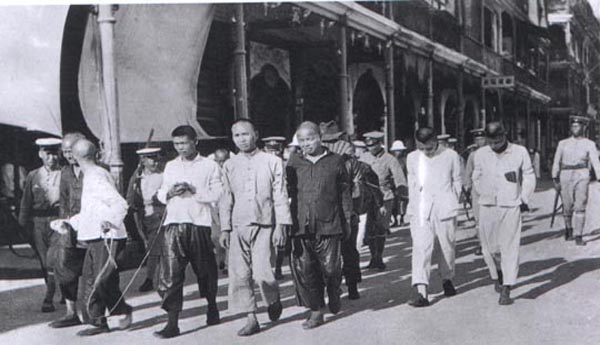
Truppe del KMT radunano prigionieri comunisti.

Il governo nazionalista della Cina venne accusato di omicidi di massa, poiché Rudolph Rummel stima che sia stato responsabile della morte di un numero di cinesi che va da 6 e 18,5 milioni. Egli, ad esempio, attribuì questo bilancio delle vittime ad alcune cause principali:
- 1 milione di cinesi vennero uccisi nel corso della guerra civile
- Centinaia di migliaia di contadini e comunisti vennero uccisi in repressioni politiche.
- Da 1,75 a 2,5 milioni morirono di fame a causa della confisca del grano poi venduto ad altri contadini a profitto dei capi del Governo nazionalista.
- 4,2 milioni di cinesi perirono, prima di entrare in combattimento, a causa della fame o di malattie durante le orribili campagne di coscrizione obbligatoria.
- Da 440.000 a 893.000 civili cinesi perirono a casa di una inondazione, per la deviazione del Fiume Giallo, realizzata dai nazionalisti, nel 1938, per arrestare l'avanzata giapponese.

## Settore militare

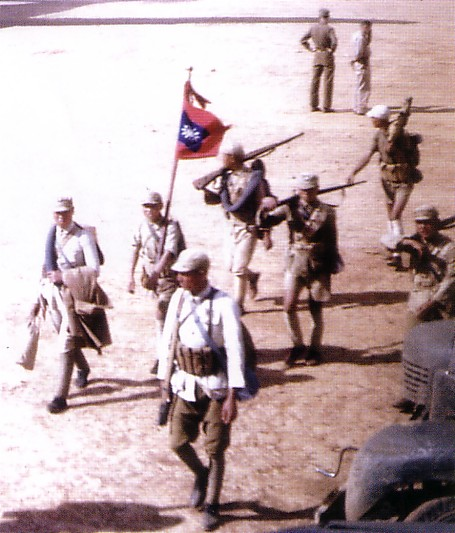
L'Esercito nazionale rivoluzionario durante la seconda guerra mondiale

L'Esercito rivoluzionario nazionale (NRA) (國民革命軍T, 国民革命军S, Guómín Gémìng JūnP, Kuo-min Ke-ming ChünW), pre-1928, talvolta abbreviato in 革命軍S o Esercito rivoluzionario e, tra il 1928 e il 1947, 國軍S o Esercito nazionalista, fu il braccio militare del Kuomintang (KMT) dal 1925 al 1947, come esercito della Repubblica di Cina durante il periodo del KMT o monopartitismo iniziato nel 1928.
Originariamente organizzato con aiuti sovietici con lo scopo di unificare la Cina contro i signori della guerra, l'Esercito Rivoluzionario Nazionale combatté importanti battaglie nella Spedizione del Nord contro l'esercito cinese Esercito Beiyang e i signori della guerra, nella seconda guerra sino-giapponese contro l'esercito imperiale giapponese, e nella guerra civile cinese contro l'esercito Popolare di Liberazione.
Durante la seconda guerra sino-giapponese, le forze armate del Partito Comunista Cinese furono nominalmente incorporate nell'esercito rivoluzionario nazionale (pur mantenendo i comandi separati), ma si separarono per formare l'Esercito Popolare di Liberazione poco dopo la fine della guerra. Con la promulgazione della Costituzione della Repubblica di Cina, nel 1947, e la fine formale dello stato monopartitico del KMT, l'Esercito Rivoluzionario Nazionale fu rinominato Forze Armate della Repubblica di Cina ( 中華民國 國 軍S), con la maggior parte delle sue forze un tempo inquadrate nell'Esercito della Repubblica di Cina, che si ritirò a Taiwan nel 1949.
L'esercito venne costituito con sanguinarie e inumane campagne di coscrizione; queste campagne sono descritte, in questo modo, da Rudolph Rummel:
(R.J.Rummel)

## Economia

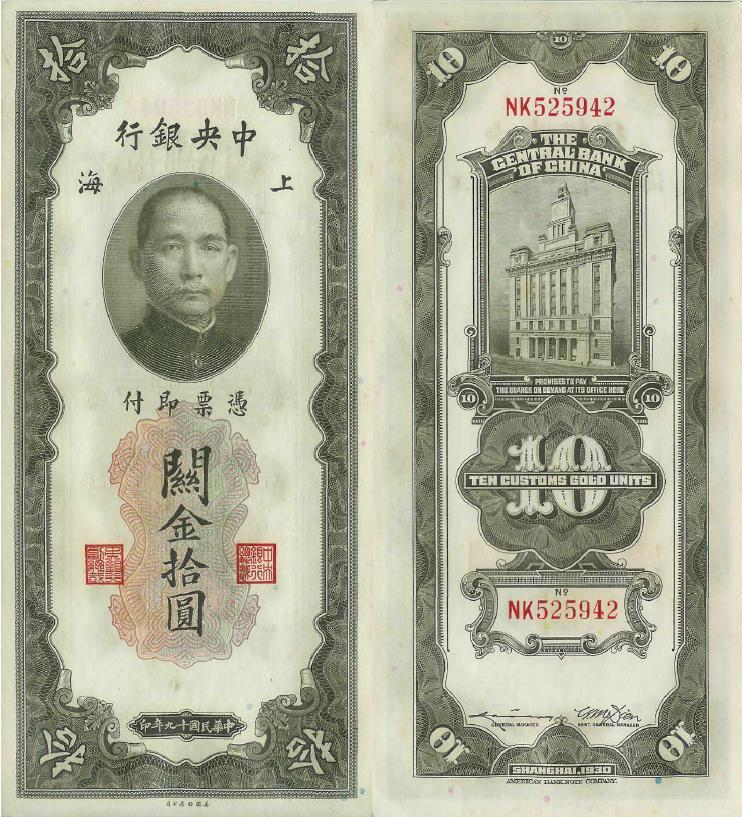
Banconota del 1930, inizi della Repubblica di Cina

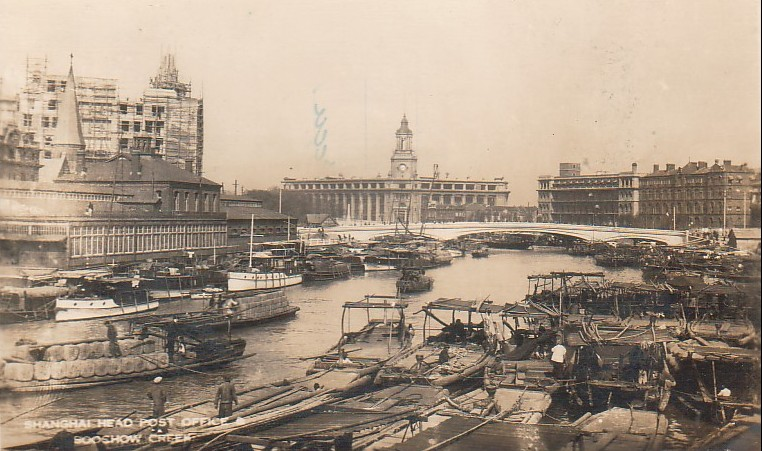
Traffico di barche lungo il fiume Suzhou, Shanghai, intorno al 1920

Dopo che il Kuomintang riunificò il paese nel 1928, la Cina entrò in un periodo di relativa prosperità, nonostante la guerra civile e l'invasione giapponese. Nel 1937, i giapponesi invasero la Cina e la martoriarono in otto anni di guerra. Durante questo periodo vi furono ulteriori boicottaggi cinesi sui prodotti giapponesi.
Le industrie cinesi continuano a svilupparsi, negli anni 1930, con l'avvento del decennio di Nanchino, quando Chiang Kai-shek unificò la maggior parte del paese e portò stabilità politica. Le industrie cinesi si svilupparono e crebbero dal 1927 al 1931. Pur essendo stata gravemente colpita dalla Grande depressione, dal 1931 al 1935, e dall'occupazione giapponese della Manciuria nel 1931, la produzione industriale si riprese nel 1936 e a quel punto aveva recuperato e superato il precedente picco nel 1931. Ciò è meglio mostrato dalle tendenze del PIL cinese. Nel 1932, il PIL della Cina raggiunse il picco di 28,8 miliardi, prima di scendere a 21,3 miliardi nel 1934 e risalire a 23,7 miliardi entro il 1935. Dal 1930, gli investimenti stranieri in Cina raggiunsero i 3,5 miliardi, con ai primi posti il Giappone con (1,4 miliardi) e il Regno Unito con 1 miliardo. Nel 1948, tuttavia, il capitale azionario era arretrato con investimenti che scendevano a soli 3 miliardi, per la maggior parte provenienti da Stati Uniti e Regno Unito.
Tuttavia, l'economia rurale era stata duramente colpita dalla grande depressione degli anni 1930, in cui una sovraproduzione di beni agricoli comportò un massiccio calo dei prezzi per la Cina e un aumento delle importazioni straniere (beni agricoli prodotti nei paesi occidentali vennero "scaricati" in Cina). Nel 1931, le importazioni di riso in Cina ammontavano a 21 milioni di bushel contro i 12 milioni nel 1928. Altri beni videro aumenti ancora più impressionanti. Nel 1932 furono importati 15 milioni di bushel di grano rispetto ai 900.000 del 1928. Questa accresciuta concorrenza portò a un massiccio declino dei prezzi agricoli cinesi e quindi al reddito degli agricoltori rurali. Nel 1932, i prezzi agricoli erano ridotti al 41% dei livelli del 1921. I redditi rurali, nel 1934, erano scesi, in alcune zone, al 57 percento di quelli del 1931.
Nel 1937, il Giappone invase la Cina e il risultato della guerra devastò il paese. La maggior parte della prospera costa orientale era occupata dai giapponesi, che compirono varie atrocità come il Massacro di Nanchino nel 1937 e massacri casuali di interi villaggi. In una missione anti-guerriglia, nel 1942, i giapponesi uccisero fino a 200.000 civili in un mese. Si stima che la guerra abbia ucciso tra 20 e 25 milioni di cinesi e distrutto tutto ciò che Chiang aveva accumulato nel decennio precedente. Dopo la guerra, lo sviluppo delle industrie fu gravemente ostacolato da conflitti devastanti e dall'afflusso di merci americane a buon mercato. Nel 1946, le industrie cinesi avevano una capacità tra il 20% e il 25% della produzione della Cina prebellica.
Un effetto della guerra fu un massiccio aumento nel controllo governativo sulle industrie. Nel 1936, le industrie di proprietà del governo erano solo il 15% del PIL. Tuttavia, il governo della ROC prese il controllo di molte industrie per alimentare la guerra. Nel 1938, la ROC istituì una commissione per le industrie e le miniere per controllare e supervisionare le imprese, oltre a instaurare controlli sui prezzi. Nel 1942, il 70% del capitale dell'industria cinese era di proprietà del governo.
Dopo la guerra con il Giappone, Chiang acquistò Taiwan dal Giappone e rinnovò la sua lotta con i comunisti. Tuttavia, la corruzione del KMT e l'iperinflazione provocata dalla guerra civile portarono disordini di massa in tutta la Repubblica e simpatia verso i comunisti. Inoltre, la promessa dei comunisti di ridistribuire la terra ottenne il sostegno tra la massiccia popolazione rurale. Nel 1949, i comunisti presero Pechino e in seguito anche Nanchino. il 1º ottobre 1949 venne proclamata, a Pechino, la Repubblica popolare cinese. Il governo centrale della Repubblica di Cina si trasferì a Taipei il 7 dicembre 1949, sull'isola di Taiwan, dove il Giappone aveva preparato delle basi.

## Sedi dell'ex governo nazionalista
Quasi tutti gli ex siti del governo nazionalista avevano la loro sede nella città di Nanchino, la capitale dell'epoca, con una sola eccezione.
| Nome                                                           | Immagine | Ubicazione                                                 | Data di costruzione | Descrizione |
| -------------------------------------------------------------- | -------- | ---------------------------------------------------------- | ------------------- | --- |
| Palazzo presidenziale a Nanchino sede del Governo nazionalista |          | No.292 Changjiang Road, Distretto di Xuanwu, Nanchino      | 1870-anni 1930      | L'edificio era la sede del Viceré di Liangjiang durante la dinastia Qing e il Palazzo presidenziale nel 1948. |
| Yuan esecutivo (1928)                                          |          | No.19 Dongjian Road, Distretto di Xuanwu, Nanchino         | anni 1920           | L'edificio, che fungeva da Yuan Esecutivo dal 1928 al 1937, fa ora parte del complesso del palazzo presidenziale. |
| Yuan esecutivo (1946)                                          |          | No.252-254 Zhongshan North Road, Distretto Gulou, Nanchino | 1930                | L'edificio era inizialmente la sede del Ministero delle ferrovie, poi il sito dell'Yuan Esecutivo, dal 1946 al 1949. Dopo che i comunisti presero Nanchino, divenne un edificio dell'Università politica di Nanchino. |
| Yuan esecutivo (1949)                                          |          | Zhongshan East Road, Distretto di Xuanwu, Nanchino         | 1929                | Era il sito di Lizhi She negli anni '30. Nel 1949, il governo nazionalista decise di trasferire lo Yuan Esecutivo in questo edificio. L'edificio ora è sede dell'Hotel Zhongshan. |
| Yuan legislativo (1928)                                        |          | No.273 Baixia Road, Distretto di Qinhuai, Nanchino         |                     | Era il sito della "Casa della padrona". Il governo nazionalista scelse la casa come sede dello Yuan Legislativo nel 1928. |
| Yuan legislativo (1946) & Yuan di Controllo                    |          | No.105 Zhongshan North Road, Distretto Gulou, Nanchino     | 1935                | L'edificio era la sede del Municipio di Nanchino durante l'occupazione giapponese. Dopo la seconda guerra mondiale divenne sede degli Yuan Legislativo e di Controllo. Ora è il circolo ufficiali di Nanchino. |
| Ingresso dello Yuan giudiziario                                |          | No.251 Zhongshan Road, Distretto Gulou, Nanchino           | 1935                | L'edificio venne distrutto dal fuoco nell'aprile de 1949. Rimane soltanto il portale. |
| Yuan d'esame                                                   |          | No.41-43 Beijing East Road, Distretto di Xuanwu, Nanchino  | anni 1930           | Oggi l'edificio ospita alcuni uffici governativi della città di Nanchino e il comitato di Nanchino oltre alla Conferenza consultiva politica del popolo cinese. |
| Corte Suprema                                                  |          | No.101 Zhongshan North Road, Distretto Gulou, Nanchino     | 1933                | L'edificio è stato anche sede del procuratore supremo. |
| Commissione degli affari militari                              |          | No.292 Changjiang Road, Distretto di Xuanwu, Nanchino      | anni 1870           | Questo edificio fu costruito nel 1870, dopo la rivolta di Taiping. Nel 1930, Chiang Kai-shek lo scelse come uno dei quartieri generali della Commissione affari militari. L'edificio si trova nel complesso del palazzo presidenziale e sta diventando un'attrazione turistica molto popolare.                                                                                      |
| Commissione delle risorse nazionali                            |          | No.200 Zhongshan North Road, Distretto Gulou, Nanchino     | 1947                | L'edificio è ora adibito ad uffici dell'università tecnica di Nanchino. |
| Ministero dell'economia                                        |          | No.145 Zhongshan East Road, Distretto di Xuanwu, Nanchino  |                     | Oggi ad adibito ad uffici dello Sport di Nanchino. |
| Banca Centrale                                                 |          | No.15 East-1 Zhongshan Rd, Distretto di Huangpu, Shanghai  | 1899-1902           | Questa era l'unica istituzione che non aveva sede nella città di Nanchino. Dopo essere stata la filiale di Shanghai della Banca russo-cinese, questo edificio è divenuto oggi il centro di cambio di valuta estera di Shanghai. |
| Ministero della salute                                         |          | No.305 Zhongshan East Road, Distretto di Xuanwu, Nanchino  | 1931                | L'edificio era nel sito del complesso dell'Ospedale centrale nazionale. Oggi è sede dell'Ospedale generale dell'esercito popolare di liberazione.. |
| Ministero dell'educazione                                      |          | Chengxian Street, Distretto di Xuanwu, Nanchino            |                     | Edificio oggi occupato da diversi uffici governativi. |
| Ministero dei trasporti e delle comunicazioni                  |          | No.303-305 Zhongshan North Road, Distretto Gulou, Nanchino | 1932-1934           | Di fronte c'era il sito dell'Yuan Esecutivo. Dopo che i comunisti presero Nanchino, divenne uno degli edifici dell'Università politica di Nanchino. |
| Assemblea Nazionale (1936)                                     |          | No.2 Sipailou, Distretto di Xuanwu, Nanchino               | anni 1930           | Prima che venisse completato il Teatro nazionale di dramma e musica, l'Assemblea nazionale si tenne nell'auditorium della Università centrale nazionale. |
| Assemblea Nazionale (1946)                                     |          | No.264 Changjiang Road, Distretto di Xuanwu, Nanchino      | 1935                | L'edificio fu sede del Teatro nazionale di dramma e musica. Dopo la seconda guerra mondiale, divenne il punto di riunione dell'Assemblea nazionale della Repubblica di Cina. Fu il sito delle elezioni presidenziali della Repubblica di Cina, nel 1948 e il luogo in cui nacque Costituzione. Quindi questo edificio ha avuto un ruolo importante nella storia moderna della Cina. |
| Residenza presidenziale (1946)                                 |          | Purple Mountain, Distretto di Xuanwu, Nanchino             | 1931-1934           | Conosciuta anche come "Magione della Collina Rossa" e "Villa Mei-ling", l'edificio fu una delle principali residenze di Chiang & Soong a Nanchino dopo la seconda guerra mondiale e divenne una delle residenze ufficiali del presidente della ROC dal 1948 al 1949. |

Nei periodo in cui la città di Nanchino non era sede del governo nazionalista, vennero scelti i seguenti edifici come quartier generale.
| Nome                                     | Immagine | Ubicazione                                       | Data di costruzione | Descrizione |
| ---------------------------------------- | -------- | ------------------------------------------------ | ------------------- | --- |
| Governo nazionalista di Guangzhou (1925) |          | No.118 Yuehua rd, Distretto di Yuexiu, Guangzhou |                     | Nel 1925 fu istituito il governo nazionalista. Oggi, tutti gli edifici all'interno sono stati demoliti tranne il portale d'ingresso.                                                                             |
| Governo nazionalista di Wuhan (1926)     |          | No.708, Zhongshan Avenue, Wuhan                  | 1917-1921           | Era chiamato anche Edificio del tabacco di Nanyang. Nel 1926, l'Esercito Rivoluzionario Nazionale prese il controllo di Wuhan. Poi, i funzionari del KMT scelsero l'edificio come sede del governo nazionalista. |
| Governo nazionalista di Chungking (1939) |          | Distretto di Yuzhong, Chongqing                  |                     | Nel periodo della seconda guerra sino-giapponese, questo edificio servì da quartier generale del governo nazionalista fino a quando non tornò a Nanchino. L'edificio fu demolito negli anni 1980.                |